# Международный аэропорт имени Хосе Хоакина де Ольмедо
Международный аэропорт имени Хосе Хоакина де Ольмедо (исп. Aeropuerto Internacional José Joaquín de Olmedo; (ИАТА: GYE, ИКАО: SEGU)) —международный аэропорт, обслуживающий Гуаякиль, столицу провинции Гуаяс и второй по численности населения город Эквадора. Это второй по загруженности аэропорт Эквадора.
Аэропорт был назван в честь Хосе Хоакина де Ольмедо, известного эквадорского поэта, первого мэра Гуаякиля и бывшего президента Эквадора. Ранее он назвался Международный аэропорт имени Симона Боливара, но был переименован, чтобы избежать путаницы с аэропортами Каракаса и Санта-Марты.
Аэропорт находится на Авенида-де-лас-Америкас, в 5 км к северу от центра Гуаякиля. Длина взлетно-посадочной полосы составляет 2790 метров, и включает смещенный порог 240 метров на взлетно-посадочной полосе 21 и смещенный порог 100 метров на взлетно-посадочной полосе 03. Взлетно-посадочная полоса способна принимать Boeing 747 и Airbus A340-600. Аэропорт находится в широкой дельте реки Гуаяс, с ровной местностью по всем направлениях.
В июле 2014 года внутренняя территория аэропорта была расширена; теперь аэропорт способен обслуживать до 7,5 млн пассажиров в год. Налог на выезд взимается со всех международных билетов, однако больше не требуется платить в окошке при выезде из страны.
В 2009 году аэропорт имени Хосе Хоакина де Ольмедо вошёл в десятку лучших по мнению журнала «Bussines Week».

## История

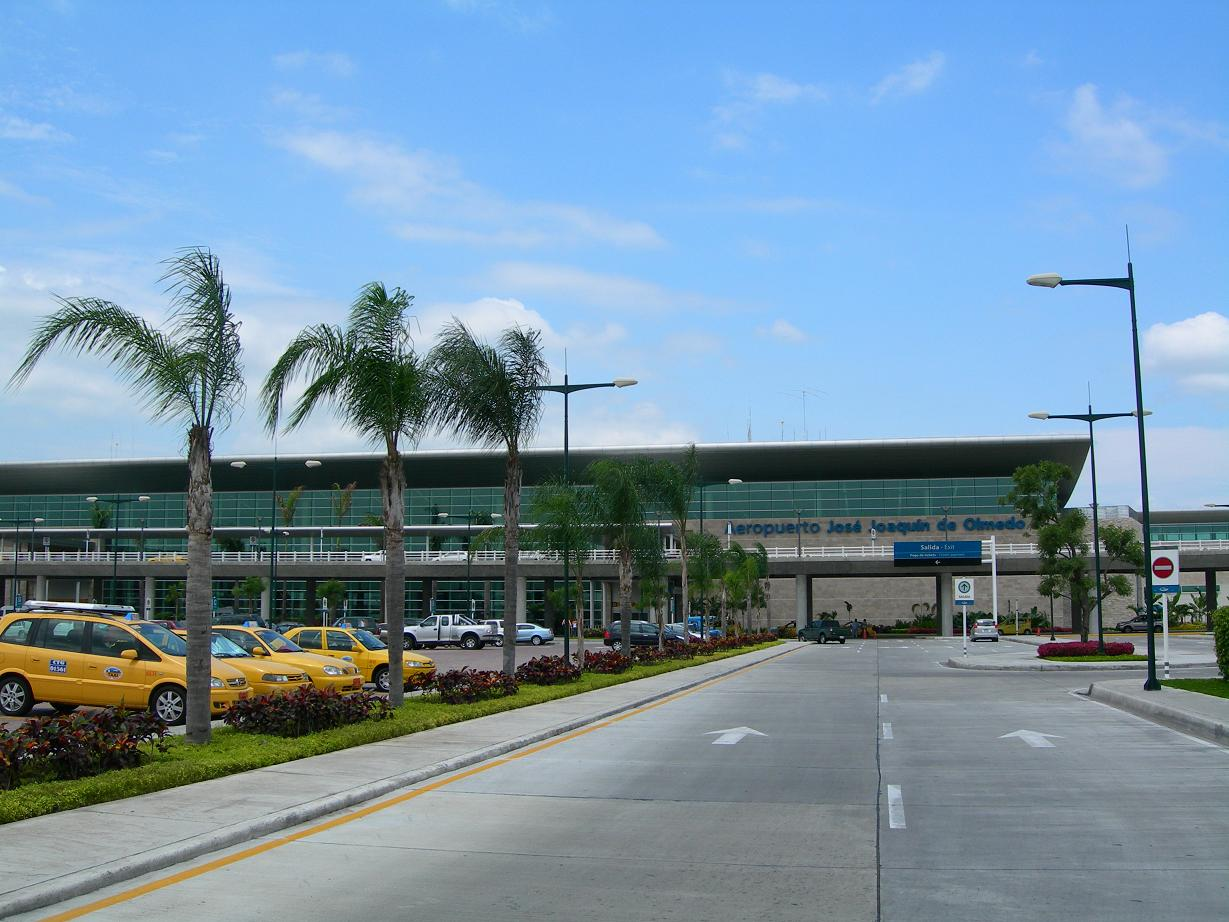
Терминал аэропорта.

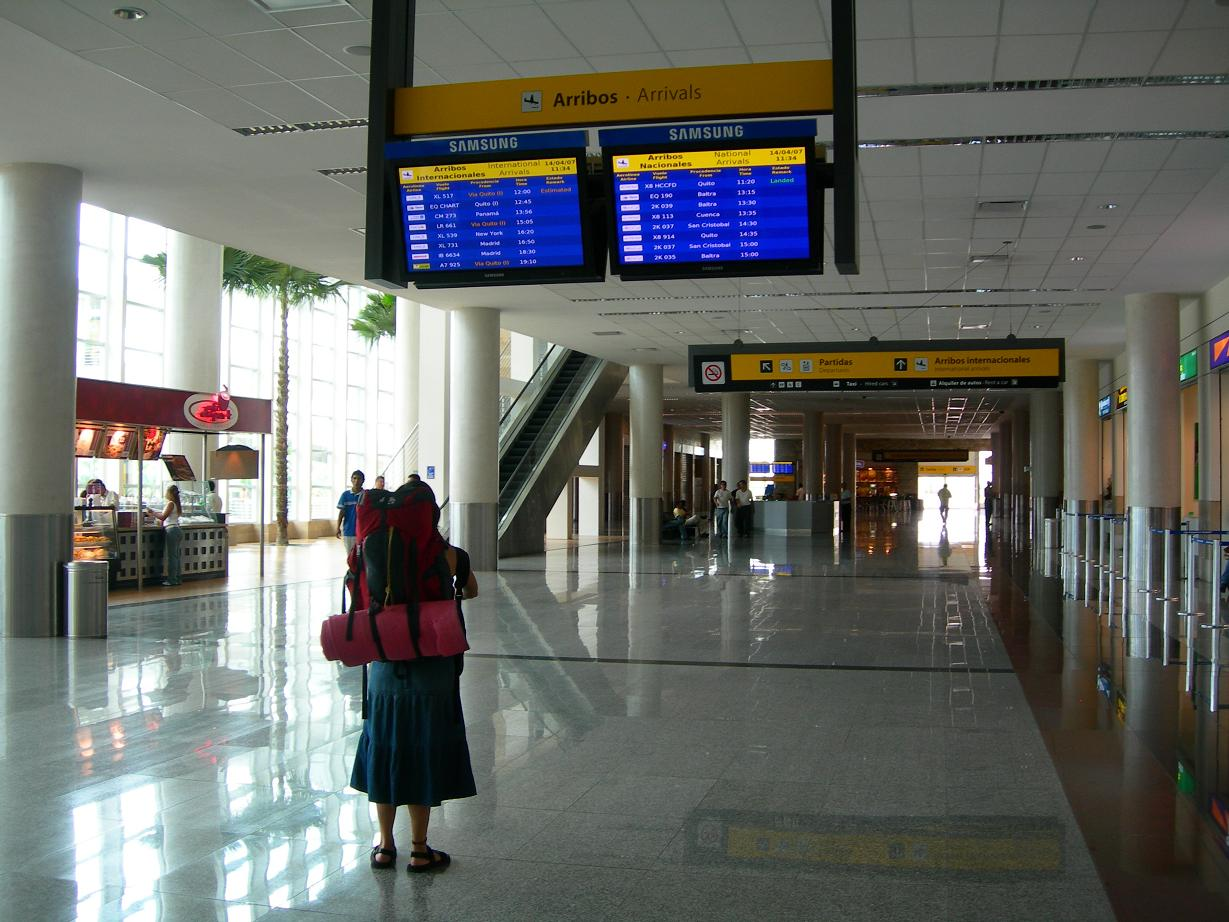
Зал отправления

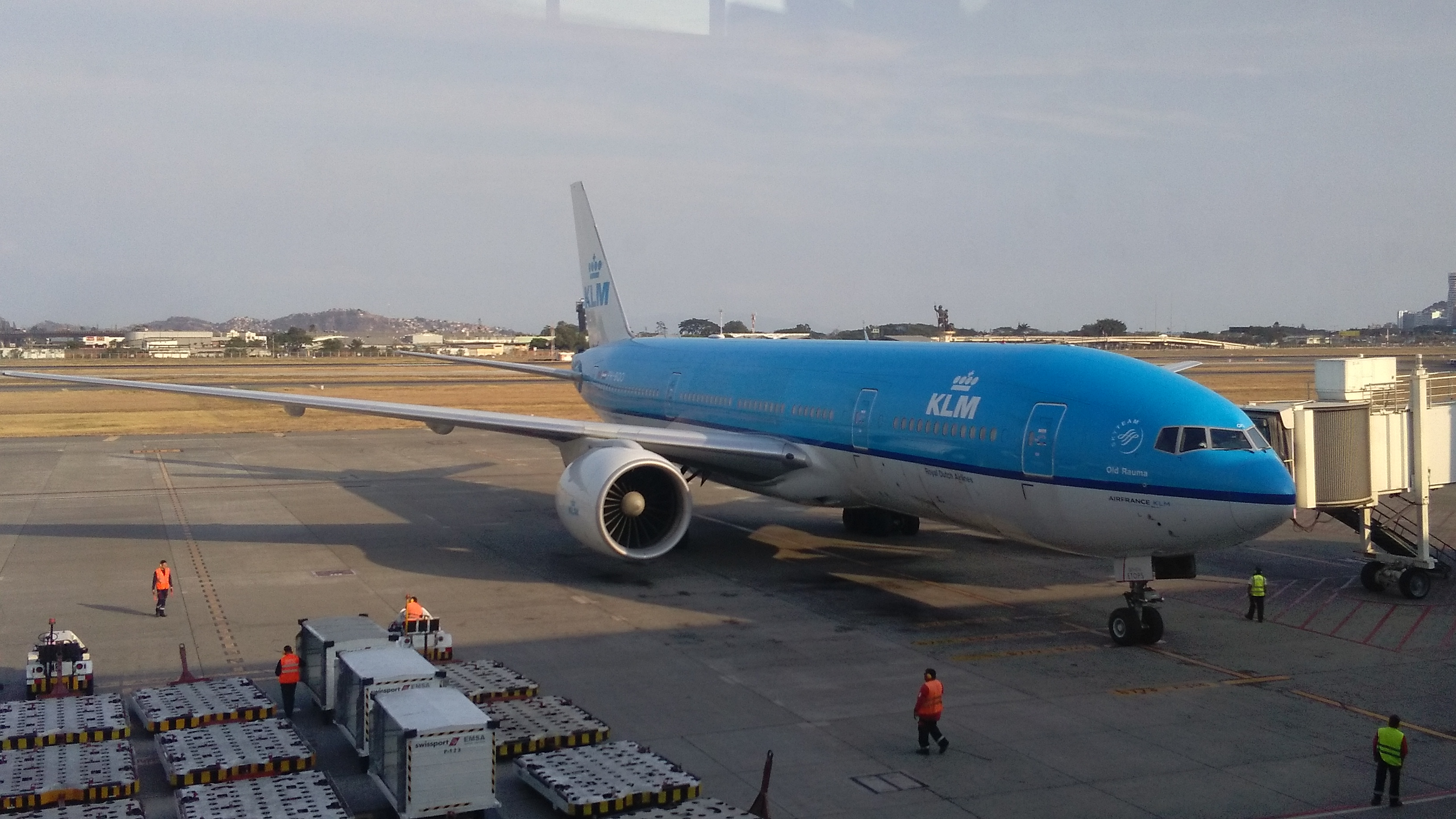
Boeing 777-200ER авиакомпании KLM в аэропорту

Аэропорт, в котором был новейший терминал в Эквадоре, был переименован в честь Хосе Хоакина де Ольмедо в 2006 году в рамках подготовки к открытию 27 июля 2006 года нового национального и международного терминала площадью 50 000 м2.Первый рейс приземлился в аэропорту 28 июля 2006 г., большинство авиакомпаний не работали полностью из нового терминала до августа 2006 г. После этой даты старый терминал был закрыт, а позже превращен в конференц-центр.
Окончательное решение о строительстве нового терминала и расширении взлетно-посадочной полосы было принято в 2003–2004 годах, спустя годы после того, как было принято решение о том, что существующей инфраструктуры недостаточно для удовлетворения потребностей города, но что на тот момент еще не являлось коммерчески выгодным. 
Первоначальный проект 2003–2004 годов предусматривал строительство международного терминала площадью 28 000 м2 и продолжение эксплуатации старого терминала, который будет обслуживать только внутренние рейсы. Однако позже было решено, что новый терминал площадью 50 000 м2 будет обслуживать как внутренние, так и международные перевозки, а старый терминал будет закрыт.
Планируется, что аэропорт будет обслуживать город Гуаякиль в течение 10-15 лет, начиная с 2006 года. После этого ожидается, что его пропускная способность достигнет 5 миллионов пассажиров в год, и когда это произойдет, новый аэропорт будет построен в районе Даулар, примерно в 20 км от города, недалеко от шоссе, соединяющего Гуаякиль с Салинасом и другими прибрежными городами.
Международный аэропорт имени Хосе Хоакина де Ольмедо был назван журналом BusinessWeek «Лучшим аэропортом Латинской Америки 2008 и 2009 годов» и вторым лучшим аэропортом в 2011 году. Все внутренние рейсы, следующие с материковой части Эквадора на Галапагосские острова, делают остановку в Гуаякиле для дозаправки и сбора пассажиров, так как аэропорт ближе всего в Эквадоре находится к островам.

## Статистика
Данные из запроса в Викиданные.
| Место | Изменение | Город                    | Пассажиропоток | Изменение (%) | Авиакомпании                     |
| ----- | --------- | ------------------------ | -------------- | ------------- | -------------------------------- |
| 1     | ▬         | Панама-Сити, Панама      | 420.244        | ▲ 5,53%       | Copa Airlines                    |
| 2     | ▬         | Богота, Колумбия         | 267.958        | ▲ 12,81%      | Avianca Ecuador                  |
| 3     | ▬         | Майами, США              | 232.521        | ▲ 1,35%       | American Airlines                |
| 4     | ▬         | Лима, Перу               | 178.191        | ▼ -7,53%      | Avianca Ecuador, LATAM Ecuador   |
| 5     | ▬         | Нью-Йорк—Кеннеди, США    | 161.076        | ▼ -13,38%     | Eastern Airlines, JetBlue        |
| 6     | ▬         | Мадрид, Испания          | 133.062        | ▲ -20,18%     | Air Europa, Iberia               |
| 7     | ▲ 2       | Форт-Лодердейл, США      | 118.050        | ▲ 130,34%     | JetBlue Airways, Spirit Airlines |
| 8     | ▼ 1       | Амстердам, Нидерланды    | 102.733        | ▲ 3,65%       | KLM                              |
| 9     | ▼ 1       | Сантьяго, Чили           | 101.293        | ▲ 4,52%       | LATAM Ecuador                    |
| 10    | ▬         | Сан-Сальвадор, Сальвадор | 60.378         | ▲ 19,19%      | Avianca El Salvador              |
| 11    | ▬         | Кали, Колумбия           | 58.571         | ▲ 41,66%      | Avianca Ecuador                  |
| 12    | ▬         | Барселона, Венесуэла     | 21.942         | ▼ -50,13%     | Avior Airlines                   |
| 13    | New       | Каракас, Венесуэла       | 19.409         | ▲ New         | Avior Airlines                   |

| Место | Изменение | Город                                 | Пассажиропоток | Изменение (%) | Авиакомпании                         |
| ----- | --------- | ------------------------------------- | -------------- | ------------- | ------------------------------------ |
| 1     | ▬         | Кито, Пичинча                         | 1,512,209      | ▲ 6,42%       | Avianca Ecuador, LATAM Ecuador, TAME |
| 2     | ▬         | Бальтра, Галапагосские острова        | 229.034        | ▲ 2,28%       | Avianca Ecuador, LATAM Ecuador, TAME |
| 3     | ▬         | Сан-Кристобаль, Галапагосские острова | 102.745        | ▲ 10,96%      | Avianca Ecuador, LATAM Ecuador, TAME |
| 4     | ▬         | Лоха, Лоха                            | 7.590          | ▼ -51,49%     | TAME                                 |
| 5     | ▬         | Куэнка, Азуай                         | 2.180          | ▼ -67,36%     | TAME                                 |

## Награды
- 2011 г. - 2-е место среди лучших аэропортов Латинской Америки и Карибского бассейна в номинации «Лучший аэропорт по качеству обслуживания» от Международного совета аэропортов[9], и «Лучший аэропорт по размеру» в категории от 2 до 5 миллионов пассажиров[13].